# 박석호 (각본가)
박석호는 대한민국의 드라마 작가이다. 2016년과 2018년 MBC 드라마극본공모전에서 장려상을 수상하였다.

## 극본

### 드라마
- 2021년 MBC 금토드라마 《검은 태양》(집필)
- 2021년 MBC 금토드라마 《뫼비우스 : 검은 태양》(크리에이터)

## 수상
- 2016년 MBC 미니시리즈 부문 극본공모전 수상... (장려상)
- 2018년 MBC 미니시리즈 부문 극본공모전 수상... (장려상)